# Pitín
Pitín je obec v okrese Uherské Hradiště ve Zlínském kraji na horním toku řeky Olšavy, asi 18 km jihovýchodně od Luhačovic. Spadá pod správní obvod Uherský Brod a je součástí mikroregionu Bojkovsko. Žije zde 907 obyvatel. Výměra katastru vesnice činí 2306 ha a průměrná nadmořská výška je 324 m nad mořem.

## Geografie
Povrch katastru obce je převážně hornatý. Pitín hraničí na severu s Rudimovem a samotou zvanou Vasilsko, na jihu s Žítkovou a Horní Súčou, na východě s Hostětínem a Šanovem, na západě s Bojkovicemi a Krhovem. Celý katastr vesnice leží v oblasti Bílých Karpat, které jsou od roku 1980 chráněnou krajinnou oblastí a od roku 1996 Biosférickou rezervací (v rámci programu UNESCO Člověk a biosféra). Bílé Karpaty jsou charakteristické zejména květnatými orchideovými loukami. K obci patří také část žítkovských Kopanic – Pitínské paseky.

## Název
Název vesnice byl odvozen od osobního jména Pita (v jehož základu je píti – "pít") a znamenalo "Pitův majetek". Ve středověku obec nesla název Pytyn, pozdější záznamy z roku 1512 hovoří o jméně Spitín. Další zaznamenané názvy obce byly též Piitin, Pitiniow, Spitinov, či Pittin. Současný název je používán od roku 1846.

## Historie
První písemná zmínka pochází z roku 1405, kdy obec náležela ke světlovskému panství. Kvůli své poloze v blízkosti zemské hranice vesnice trpěla častým nájezdům z Uher a i kvůli nim byla v roce 1663 zcela vypálena. Část obyvatel se uživila chovem dobytka a polním hospodářstvím, ostatní odcházeli za prací do ciziny jako zvěroklestiči nebo zedníci. Vesnice byla za druhé světové války osvobozena rumunskými vojenskými jednotkami dne 1. května 1945. V roce 1885 byl založen dobrovolný hasičský sbor, v roce 1921 pak Tělocvičná jednota Orel.
Za druhé světové války byla obec osvobozena 1. května 1945 rumunskými jednotkami. Roku 1950 bylo v obci založeno JZD, které se v roce 1975 sloučilo s podnikem stejného typu v nedalekých Záhorovicích.

## Pamětihodnosti
- Kostel svatého Stanislava
- Barokní socha Panny Marie na návsi
- Rodný dům olomouckého arcibiskupa Josefa Karla Matochy
- Hrob olomouckého arcibiskupa Josefa Karla Matochy
- Pomník padlých v I. a II. světové válce
- “U Rumuna” – pomník rumunského vojáka
- Pitínská železniční smyčka (Semmering)
- Dub rodiny v Pitíně
- Kaple Panny Marie Kopanické na Pitínských pasekách
- Boží muka při silnici do Bojkovic

## Galerie

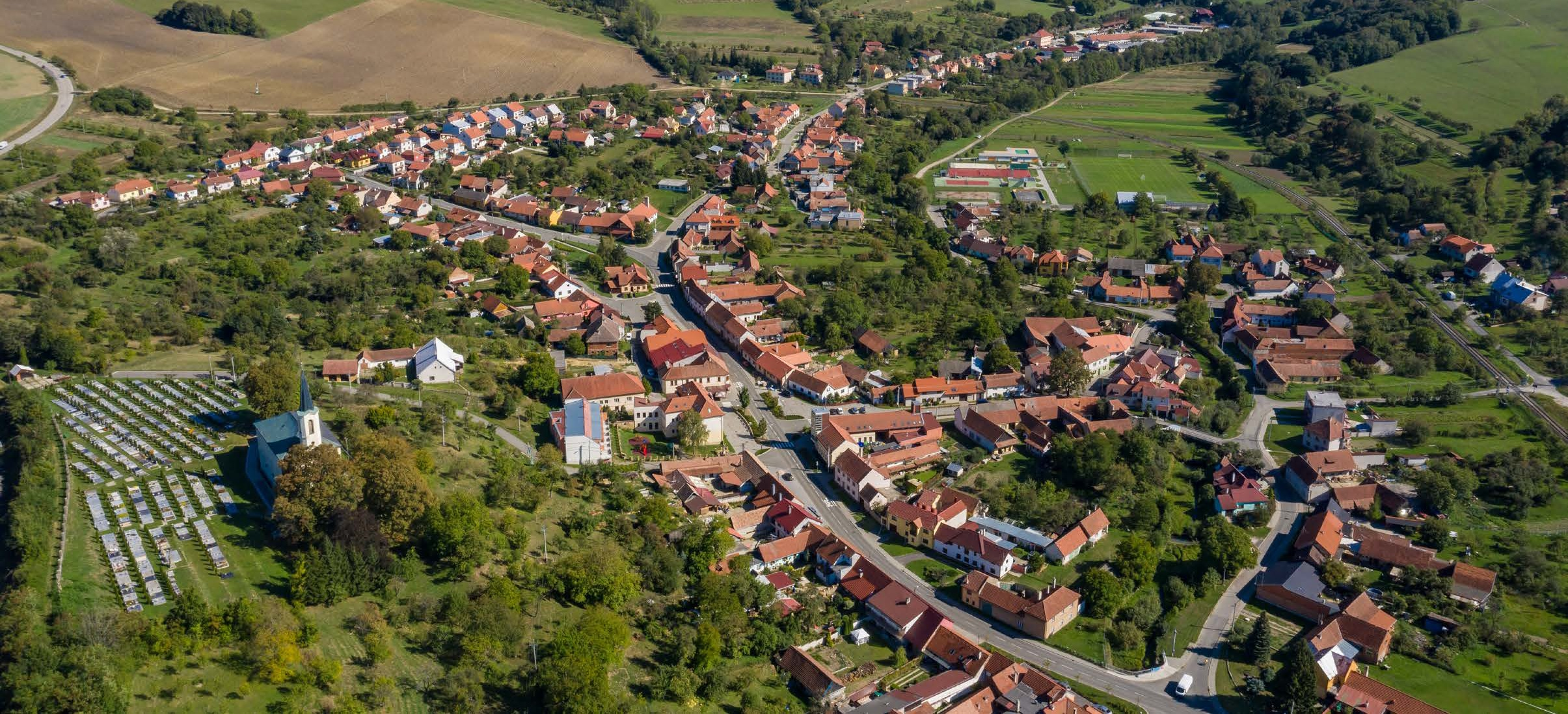
Letecký snímek Pitína
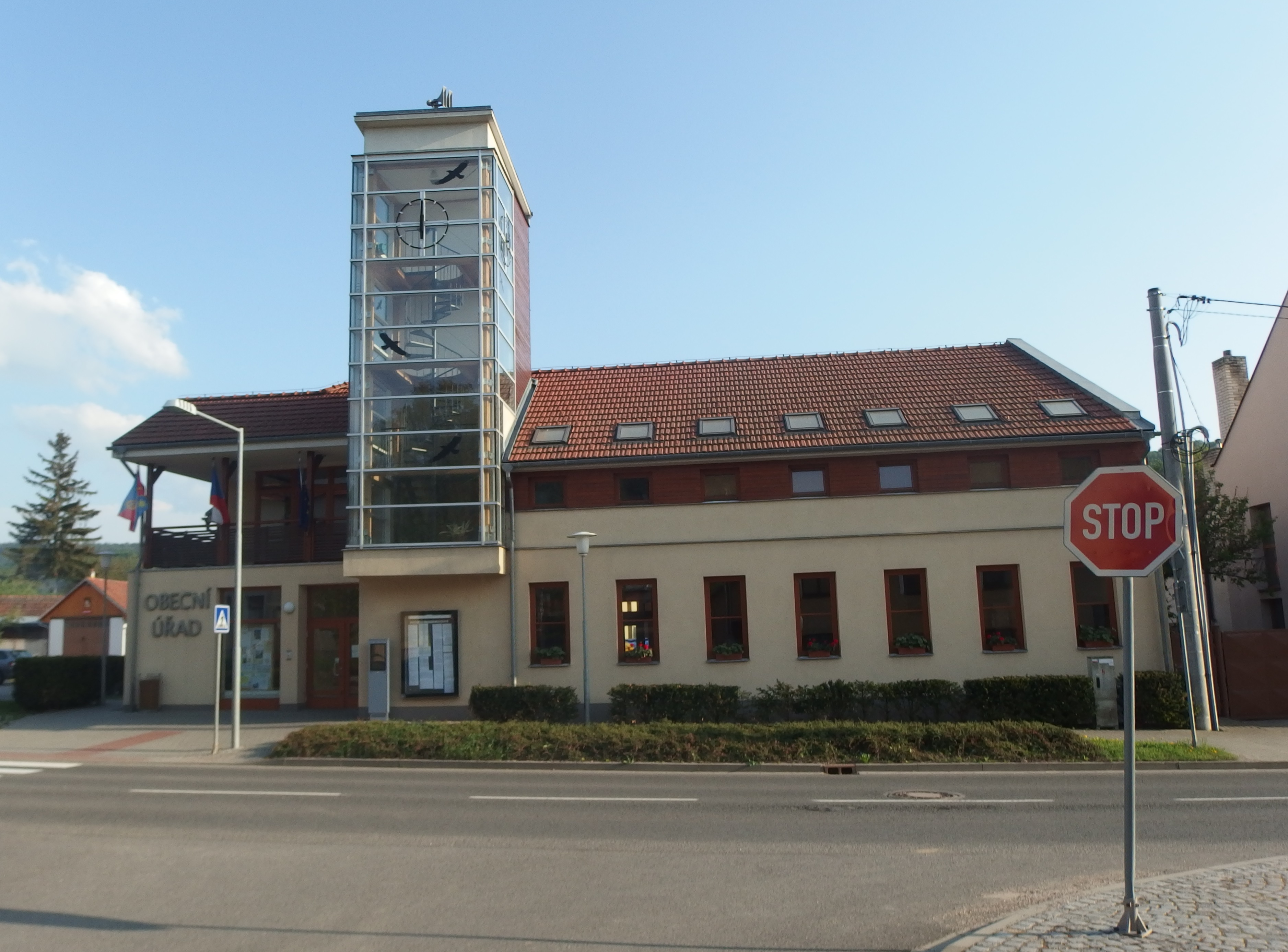
Obecní úřad
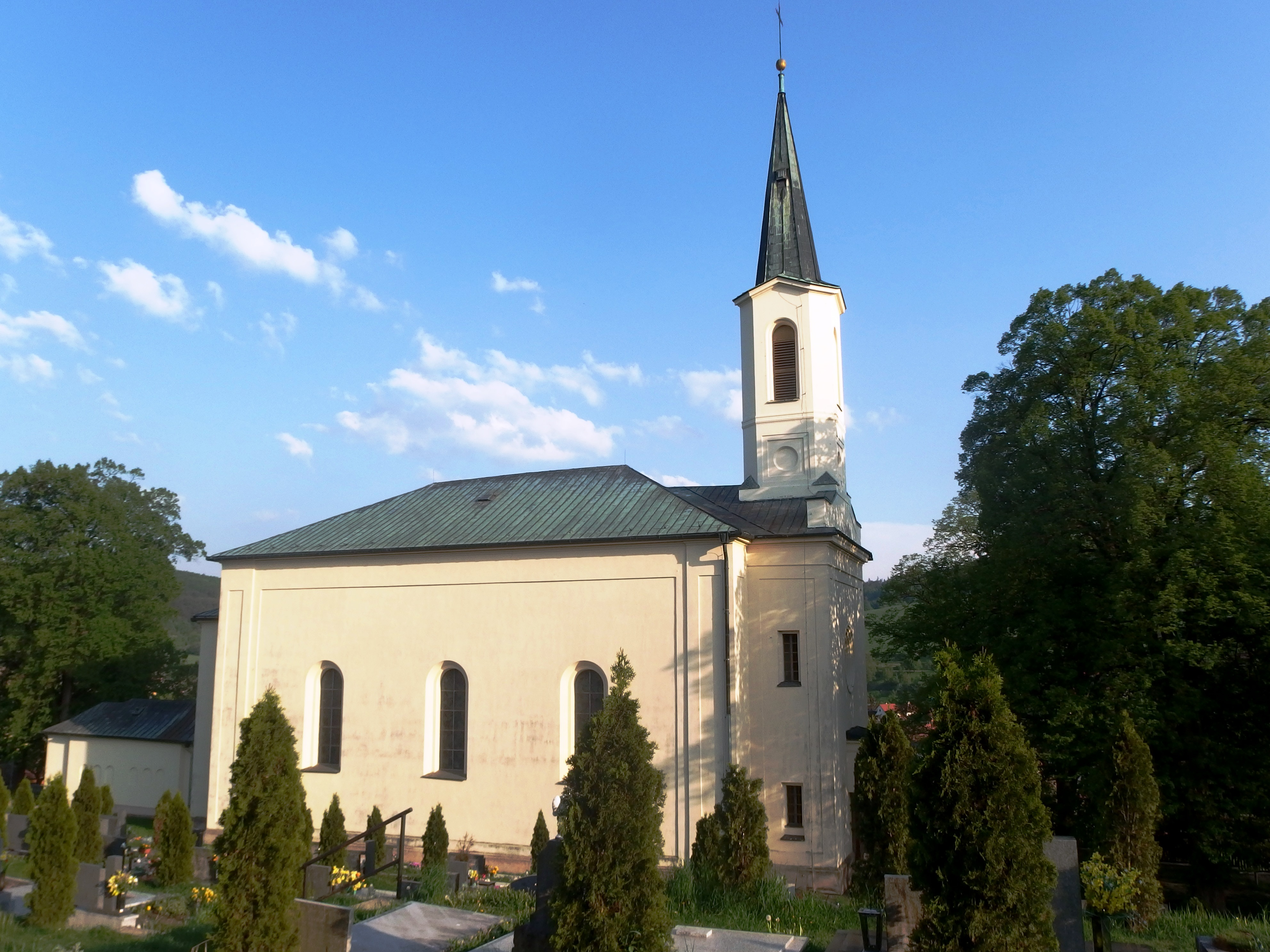
Kostel sv. Stanislava
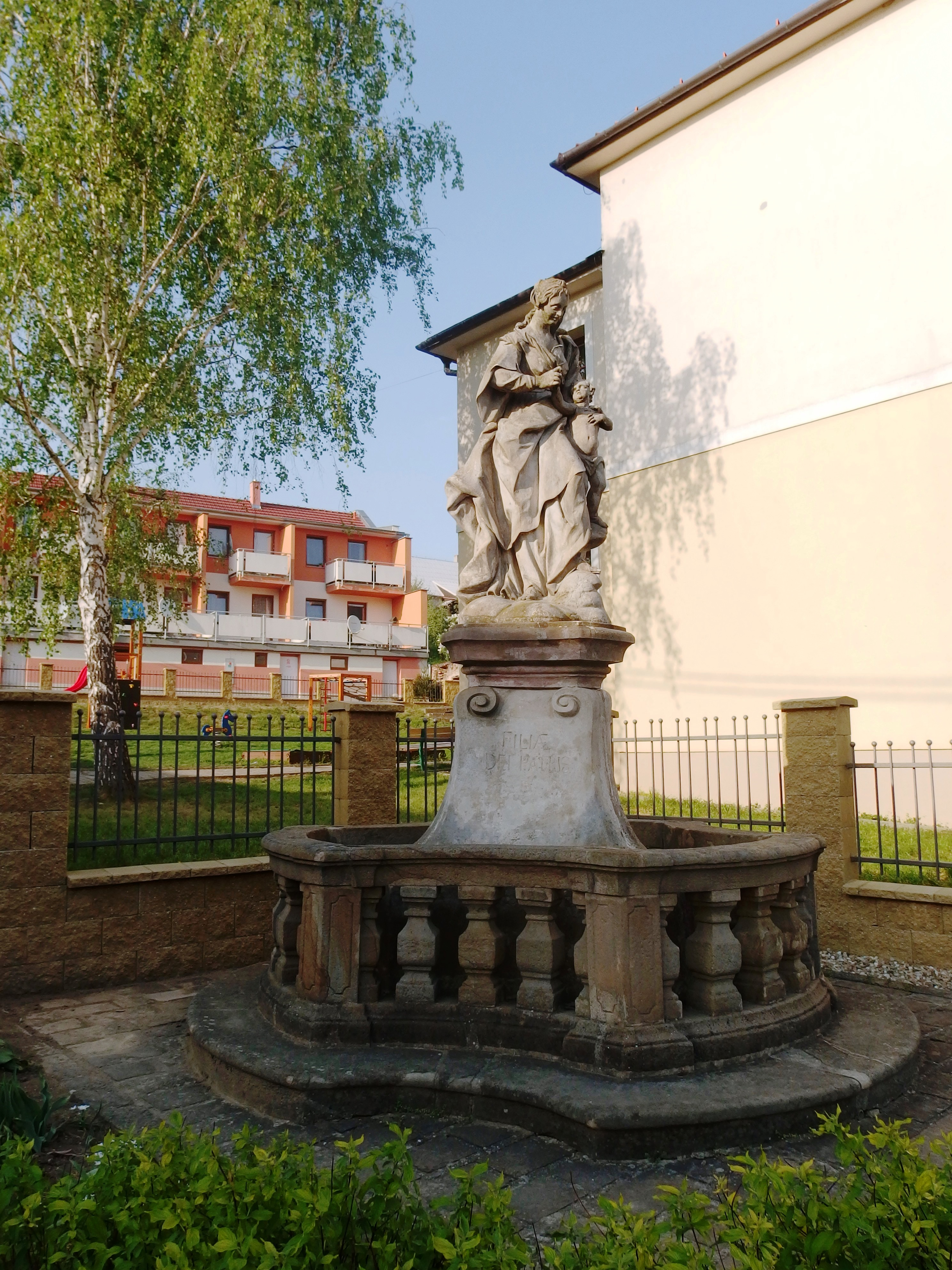
Barokní socha Panny Marie
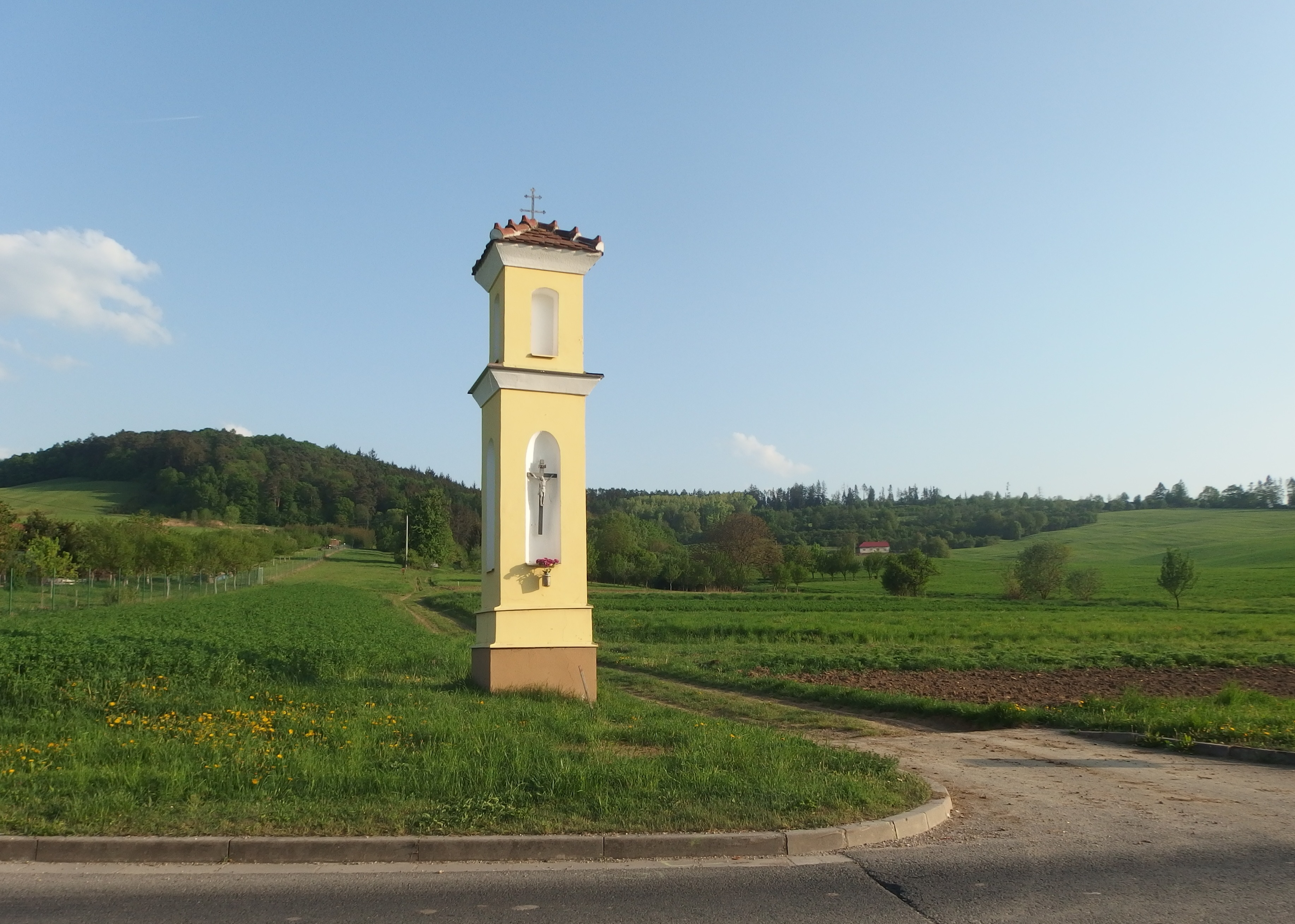
Boží muka při silnici do Bojkovic
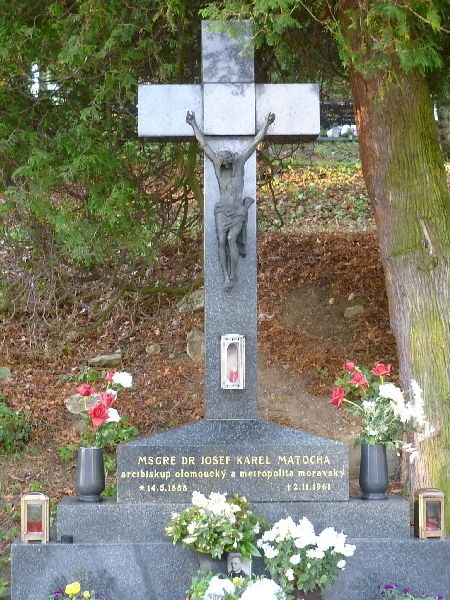
Hrob arcibiskupa Matochy na místním hřbitově
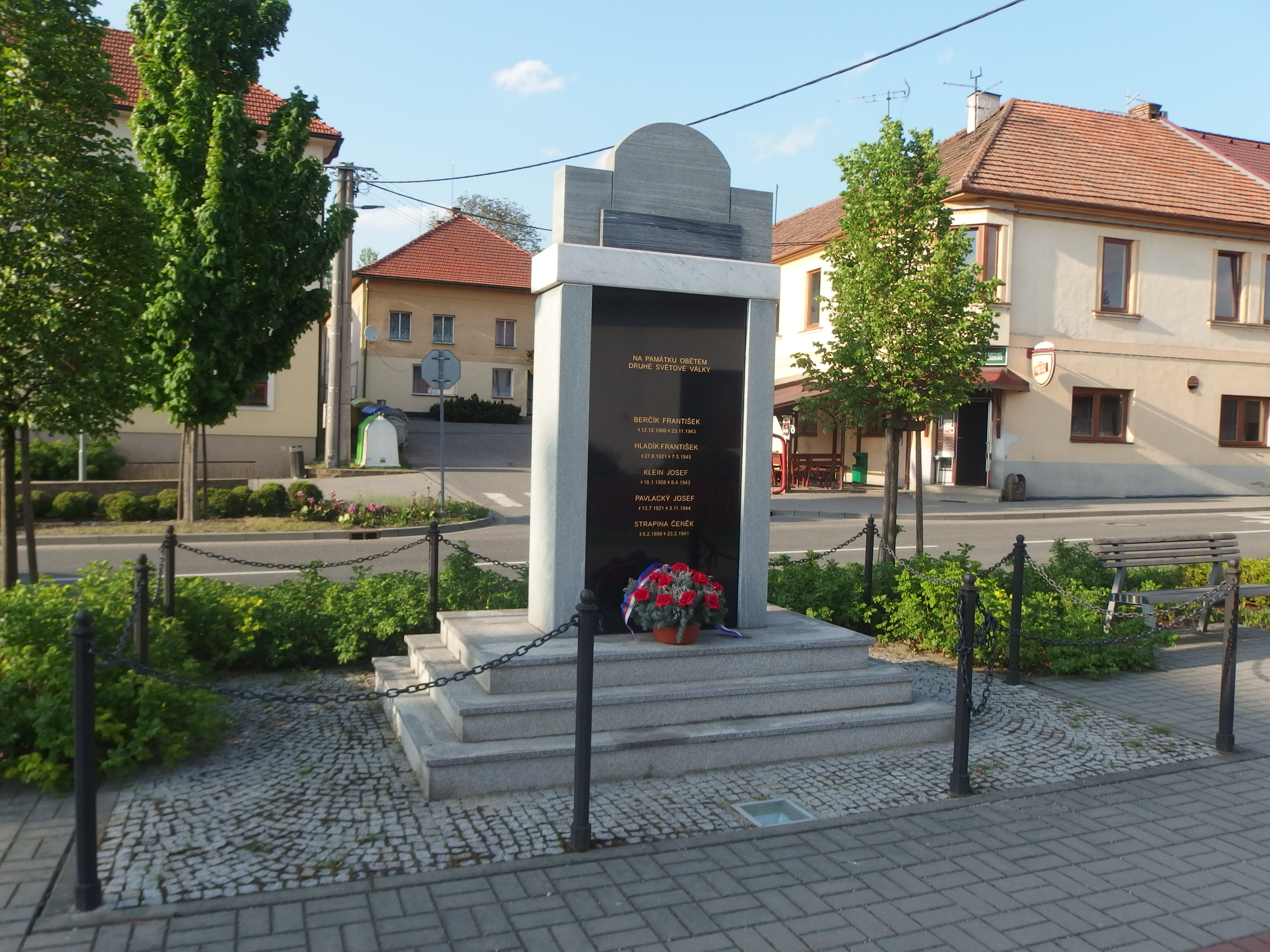
Pomník padlých v I. a II. světové válce
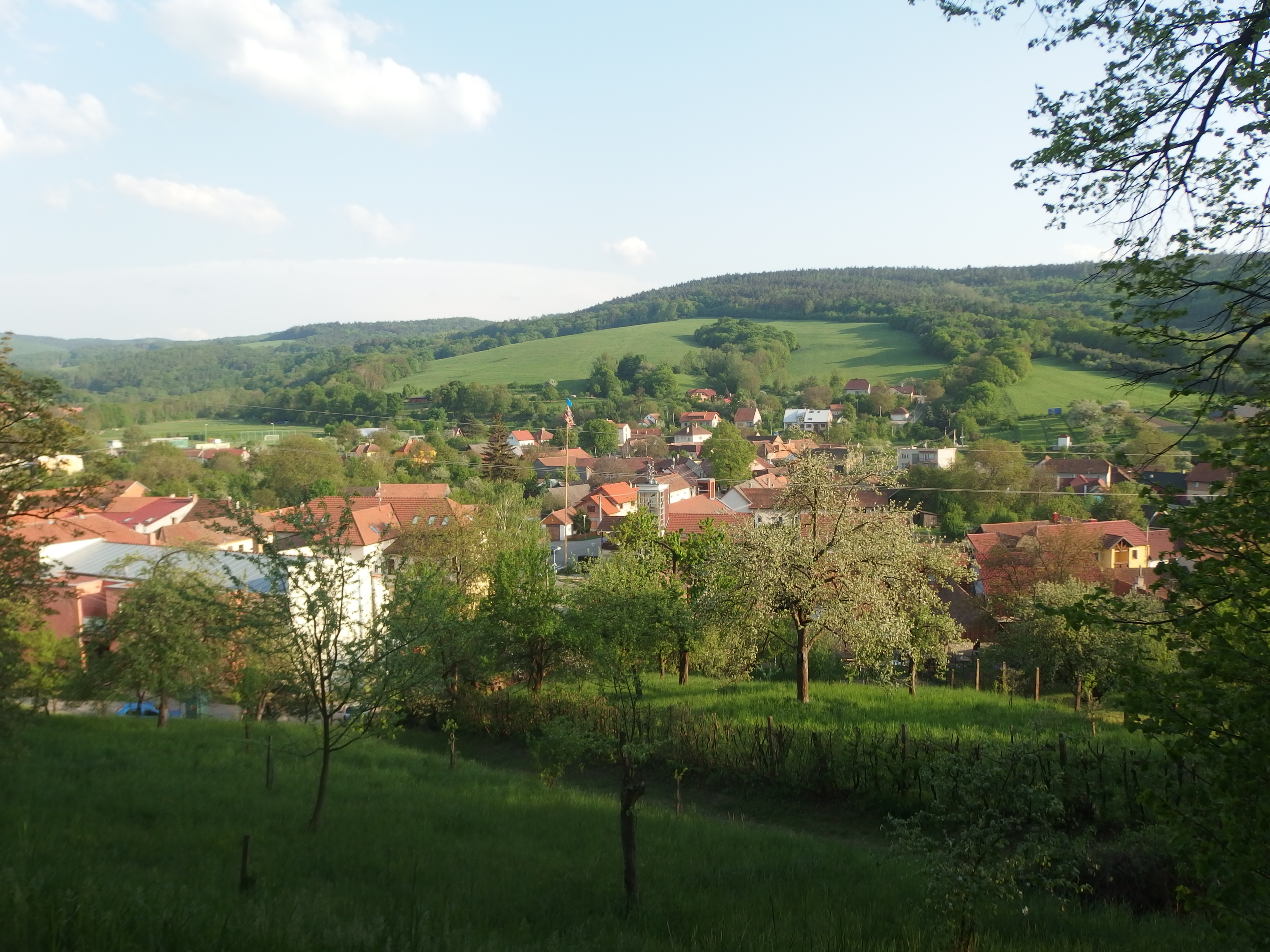
Pohled od kostela

## Doprava
Silnice od Bojkovic do Hrádku byla v Pitíně vybudována ve druhé polovině 19. století a z Pitína do Hostětína pak v roce 1899. Vlárská dráha projíždí vesnicí od roku 1888. Obec obsluhuje železniční zastávka Pitín zastávka na trati 341 Staré Město u Uherského Hradiště – Vlárský průsmyk. Železniční nádraží Pitín, ležící dále od obce u vodní nádrže, zaniklo okolo roku 2004 a nahradilo ho automatické hradlo.. Železniční trať, která obtáčí Pitín, překonává na několika málo kilometrech výšku více než 50 metrů. Sbíhá se zde páteřní cyklotrasa Bojkovska (č. 5049) vedoucí z Uherského Brodu s Beskydsko-karpatskou magistrálou (č. 46). Tato magistrála umožňuje cyklistům bezpečný přístup do centrální hřebenové části Bílých Karpat a do oblasti Moravských Kopanic.

## Osobnosti
- Josef Karel Matocha (1888–1961), olomoucký arcibiskup, dlouholetý vězeň komunistického režimu
- Ondřej Kúdela (* 1987), český fotbalista
- Libor Lukáš (* 1961), český politik

## Volný čas
V Pitíně je vybudován sportovní areál Sportklub Niva, jenž nabízí širokou škálu sportovního vyžití včetně ubytování.